# Кіген Аллен
Киген Філіпп Аллен (англ. Keegan Allen; нар. 22 липня 1989, Каліфорнія, США) — американський актор. Він найбільш відомий за ролями Тобі Кавано в містичній драмі «Милі ошуканки» та Ліама Вокера у телесеріалі «Вокер»

## Життєпис
Народився та виріс у Каліфорнії, він син актора Філіпа Р. Аллена та художниці Джоан Снайдер Аллен. У 2009 році отримав ступінь бакалавра образотворчих мистецтв в Американській музично-драматичній академії. Аллен єврей, як і його мати.

## Кар'єра
Пристрасть Аллена в молоді роки була спрямована на фотографію, кінематограф та інші ролі поза камерою. Однак у віці 13 років він отримав свою першу оплачувану роботу для невеликої, нерозмовної ролі в документальному фільмі для Animal Planet. У 2010 році Аллен з'явився в епізоді телевізійного шоу Nickelodeon «Вперед - до успіху». Невдовзі після цього він почав грати головну роль Тобі Кавано, любовного інтересу Спенсер Гастінгс (Тройен Беллісаріо), у таємничому серіалі ABC Family (пізніше Freeform) «Милі ошуканки».
Окрім акторської майстерності, Аллен є досвідченим фотографом, який видав дві фотокниги. У 2015 році було випущено «life.love.beauty». Книжка-бестселер Ingram і Publishers Weekly, за словами Аллена, «Везе вас у фотографічну подорож моїм життям досі». У 2018 році Аллен опубліковано «ГОЛІВУД: фотографії та історії з Foreverland».
У 2017 році Аллен випустив лише цифровий музичний сингл «Million Miles Away».  Також 2017-го він запустив подкаст Foreverland про своє життя, інтереси та досвід. У 2014 році він з'явився як знаменитий гість на Super Smash Bros. Invitational 2014.
19 лютого 2020 року було оголошено, що Аллен отримав роль Ліама Вокера, брата Корделла Вокера, у перезапуску драматичного серіалу «Вокер».

## Фільмографія
| Рік       |    | Українська назва                | Оригінальна назва              | Роль                        |
| --------- | -- | ------------------------------- | ------------------------------ | --------------------------- |
| 2002      | кф | Невеликі надзвичайні ситуації   | Small Emergencies              | Власник папуги              |
| 2007      | с  | Зоуї 101                        | Zoey 101                       | Хлопець                     |
| 2010      | кф | Останній засіб                  | As a Last Resort               | Драйвер                     |
| 2010      | с  | Підозрюваний                    | Person of Interest             | Трейсі Брокер               |
| 2010      | с  | Вперед — до успіху!             | Big Time Rush                  | Модель                      |
| 2010—2017 | с  | Милі ошуканки                   | Pretty Little Liars            | Тобі Кавано                 |
| 2011      | с  | CSI: Місце злочину              | CSI: Crime Scene Investigation | Макс Ферріс                 |
| 2013      | ф  | Пало-Альто                      | Palo Alto                      | Арчі                        |
| 2013      | с  | Я ненавиджу свою дочку-підлітка | I Hate My Teenage Daughter     | Джейк                       |
| 2014      | ф  | Шум та лють                     | The Sound and the Fury         | Людина з червоною краваткою |
| 2014      | тф | Секрет дідівщини                | The Hazing Secret              | Трент Ротман                |
| 2015      | с  | Молоді й голодні                | Young & Hungry                 | Тайлер                      |
| 2016      | ф  | Королівська кобра               | King Cobra                     | Гарлоу Куадра               |
| 2016      | ф  | І програли бій                  | In Dubious Battle              | Келлер                      |
| 2017      | тф | Зворушливий роман               | A Moving Romance               | Скотт Норрел                |
| 2017      | с  | Особливо тяжкі злочини          | Major Crimes                   | Ейден Рід                   |
| 2017      | ф  | Анонімні актори                 | Actors Anonymous               | Трей                        |
| 2019      | с  | Що/якщо                         | What/If                        | Біллі                       |
| 2019      | ф  | Зеровілль                       | Zeroville                      | Пол                         |
| 2019      | мс | Рік та Морті                    | Rick and Morty                 | Тусовщик                    |
| 2020      | ф  | Немає втечі                     | No Escape                      | Коул Тернер                 |
| 2021—2024 | с  | Вокер                           | Walker                         | Ліам Вокер                  |